# Линия 1 (Шанхайский метрополитен)
Линия 1 — первая линия Шанхайского метрополитена. Первый участок «Сюйцзяхуэй» — «Шанхайский южный железнодорожный вокзал» (ранее — «Шилунхуа») был открыт 28 мая 1993 года. На сегодняшний день линия включает в себя 28 станций, её длина составляет 36,39 км. Является одной из самых загруженных линий метрополитена с среднесуточным пассажиропотоком порядка миллиона человек. Соединяет центр Шанхая с такими районами как Миньхан и Баошань. Обозначается красным цветом. 

## История
Планирование первой линии Шанхайского метрополитена началось ещё в 1956 году. В августе 1964 года проект был завершён, и в 1965 году началось строительство опытного участка, которое вскоре было заморожено. Остановка строительства была вызвана культурной революцией, начавшейся в этот период в Китае. 
Предполагаемый бюджет строительства линии изначально оценивался в 620 млн долларов США, итоговый бюджет составил 5,39 миллиардов китайских юаней, из которых 3,961 миллиардов составили деньги национальных вспомогательных фондов. 
Строительство первого участка началось 19 января 1990 года. 28 мая 1993 года был открыт первый участок линии от «Сюйзцяхуэй» до «Шилунхуа» (ныне — «Шанхайский южный железнодорожный вокзал»), длина которого составила 4,4 км.
10 апреля 1995 года был введён в эксплуатацию участок длиной в 16,1 км, включавший в себя 8 станций: «Улица Хэншань», «Улица Чаншу», «Улица Южный Шэньси», «Улица Южный Хуанпи» (ныне — «Место первого национального конгресса КПК · Улица Южный Хуанпи») , «Народный Парк» (ныне — «Народная площадь»), «Улица Синьчжа», Улица Ханьчжун и «Шанхайский железнодорожный вокзал». 
28 декабря 1996 года была расширена на южном направлении, но первоначально, не была соединена с северной частью линии. Были открыты 4 станции: «Синьчжуан»,  «Вайхуаньлу», «Улица Ляньхуа» и «Улица Хунмэй» (ныне — «Парк Цзиньцзян»). 1 июля 1997 года, южный и северные участки были соединены.
28 декабря 2004 года линия была продлена на север, от «Шанхайский железнодорожный вокзал» до «Гунфу Синьцунь». На этом участке длиной в 12,4 км — 9 станций.
29 декабря 2007 года состоялось последнее на данный момент расширение линии — от «Гунфу Синьцунь» до «Улица Фуцзинь» длиной в 4,3 км. 

## Станции
| № | Название на русском                                                                 | Название на английском                  | Название на китайском (упрощённый) | Дата открытия   | Район    | Пересадки | Вид станции |
| - | ----------------------------------------------------------------------------------- | --------------------------------------- | ---------------------------------- | --------------- | -------- | --------- | ----------- |
|   | Синьчжуан                                                                           | Xinzhuang                               | 莘庄                               | 28 декабря 1996 | Миньхан  |           |             |
|   | Вайхуаньлу                                                                          | Waihuanlu                               | 外环路                             | 28 декабря 1996 | Миньхан  |           |             |
|   | Улица Ляньхуа                                                                       | Lianhua Road                            | 莲花路                             | 28 декабря 1996 | Миньхан  |           |             |
|   | Парк Цзиньцзян до 19 апреля 2001 года «Улица Хунмэй»                                | Jinjiang Park                           | 锦江乐园                           | 28 мая 1993     | Сюйхой   |           |             |
|   | Шанхайский южный железнодорожный вокзал до 30 октября 2004 года «Шилунхуа»          | Shanghai South Railway Station          | 上海南站                           | 28 мая 1993     | Сюйхой   |           |             |
|   | Улица Цаобао                                                                        | Caobao Road                             | 漕宝路                             | 28 мая 1993     | Сюйхой   |           |             |
|   | Шанхайский крытый стадион                                                           | Shanghai Indoor Stadium                 | 上海体育馆                         | 28 мая 1993     | Сюйхой   |           |             |
|   | Сюйцзяхуэй                                                                          | Xujiahui                                | 徐家汇                             | 28 мая 1993     | Сюйхой   |           |             |
|   | Улица Хэншань                                                                       | Hengshan Road                           | 衡山路                             | 10 апреля 1995  | Сюйхой   |           |             |
|   | Улица Чаншу                                                                         | Changshu Road                           | 常熟路                             | 10 апреля 1995  | Сюйхой   |           |             |
|   | Улица Южный Шэньси                                                                  | South Shaanxi Road                      | 陕西南路                           | 10 апреля 1995  | Хуанпу   |           |             |
|   | Место первого национального конгресса КПК до 20 июня 2021 года «Улица Южный Хуанпи» | Site of the First CPC National Congress | 一大会址·黄陂南路                  | 10 апреля 1995  | Хуанпу   |           |             |
|   | Народная площадь до 19 августа 2000 года «Народный парк»                            | People's Square                         | 人民广场                           | 10 апреля 1995  | Хуанпу   |           |             |
|   | Улица Синьчжа                                                                       | Xinzha Road                             | 新闸路                             | 10 апреля 1995  | Хуанпу   |           |             |
|   | Улица Ханьчжун                                                                      | Hanzhong Road                           | 汉中路                             | 10 апреля 1995  | Цзинъань |           |             |
|   | Шанхайский железнодорожный вокзал                                                   | Shanghai Railway Station                | 上海火车站                         | 10 апреля 1995  | Цзинъань |           |             |
|   | Улица Северный Чжуншань                                                             | North Zhongshan Road                    | 中山北路                           | 28 декабря 2004 | Цзинъань |           |             |
|   | Улица Яньчан                                                                        | Yanchang Road                           | 延长路                             | 28 декабря 2004 | Цзинъань |           |             |
|   | Шанхайский мир цирка                                                                | Shanghai Circus World                   | 上海马戏城                         | 28 декабря 2004 | Цзинъань |           |             |
|   | Улица Вэньшуй                                                                       | Wenshui Road                            | 汶水路                             | 28 декабря 2004 | Цзинъань |           |             |
|   | Пэнпу Синьцунь                                                                      | Pengpu Xincun                           | 彭浦新村                           | 28 декабря 2004 | Цзинъань |           |             |
|   | Улица Гункан                                                                        | Gongkang Road                           | 共康路                             | 28 декабря 2004 | Цзинъань |           | ––          |
|   | Тунхэ Синьцунь                                                                      | Tonghe Xincun                           | 通河新村                           | 28 декабря 2004 | Баошань  |           |             |
|   | Улица Хулань                                                                        | Hulan Road                              | 呼兰路                             | 28 декабря 2004 | Баошань  |           |             |
|   | Гунфу Синьцунь                                                                      | Gongfu Xincun                           | 共富新村                           | 28 декабря 2004 | Баошань  |           |             |
|   | Шоссе Баоань                                                                        | Bao'an Highway                          | 宝安公路                           | 29 декабря 2007 | Баошань  |           |             |
|   | Улица Западный Юи                                                                   | West Youyi Road                         | 友谊西路                           | 29 декабря 2007 | Баошань  |           |             |
|   | Улица Фуцзинь                                                                       | Fujin Road                              | 富锦路                             | 29 декабря 2007 | Баошань  |           |             |

## Подвижной состав

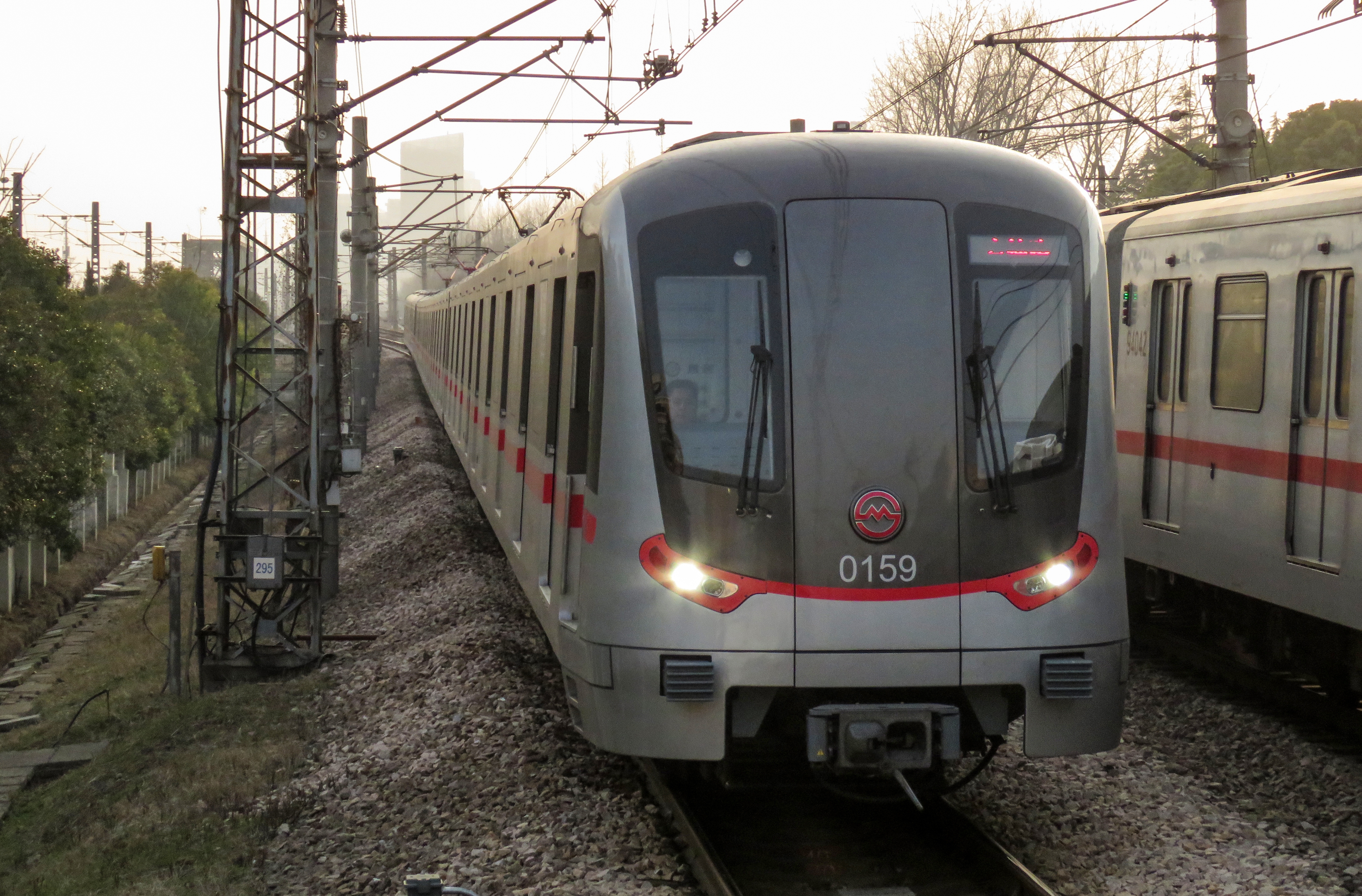
Поезд модели 01A06 прибывает на станцию «Улица Ляньхуа»

| Тип состава | Период                 |
| ----------- | ---------------------- |
| DC01        | 1993 — 2009            |
| AC01        | 1999 — 2009            |
| 09A01       | 2004 — 2007            |
| DC01B       | 2009 — настоящее время |
| DC01A       | 2011 — настоящее время |
| DC01C       | 2010 — настоящее время |
| AC01A       | 2007 — настоящее время |
| AC01C       | 2012 — настоящее время |
| 01A04       | 2007 — настоящее время |
| 01A05       | 2007 — настоящее время |
| 01A06       | 2017 — настоящее время |
| 01A07       | 2019 — настоящее время |

## Перспективы
В 2018 году Национальной комиссией по развитию и реформам Шанхая был одобрен план по строительству метрополитена в 2018—2023 годах. Ожидается построение участка длиной в 1,2 км, который соединит линию с ещё не построенной линией Цзяминь. Работы планируется завершить до 2023 года. 